# Конопачення

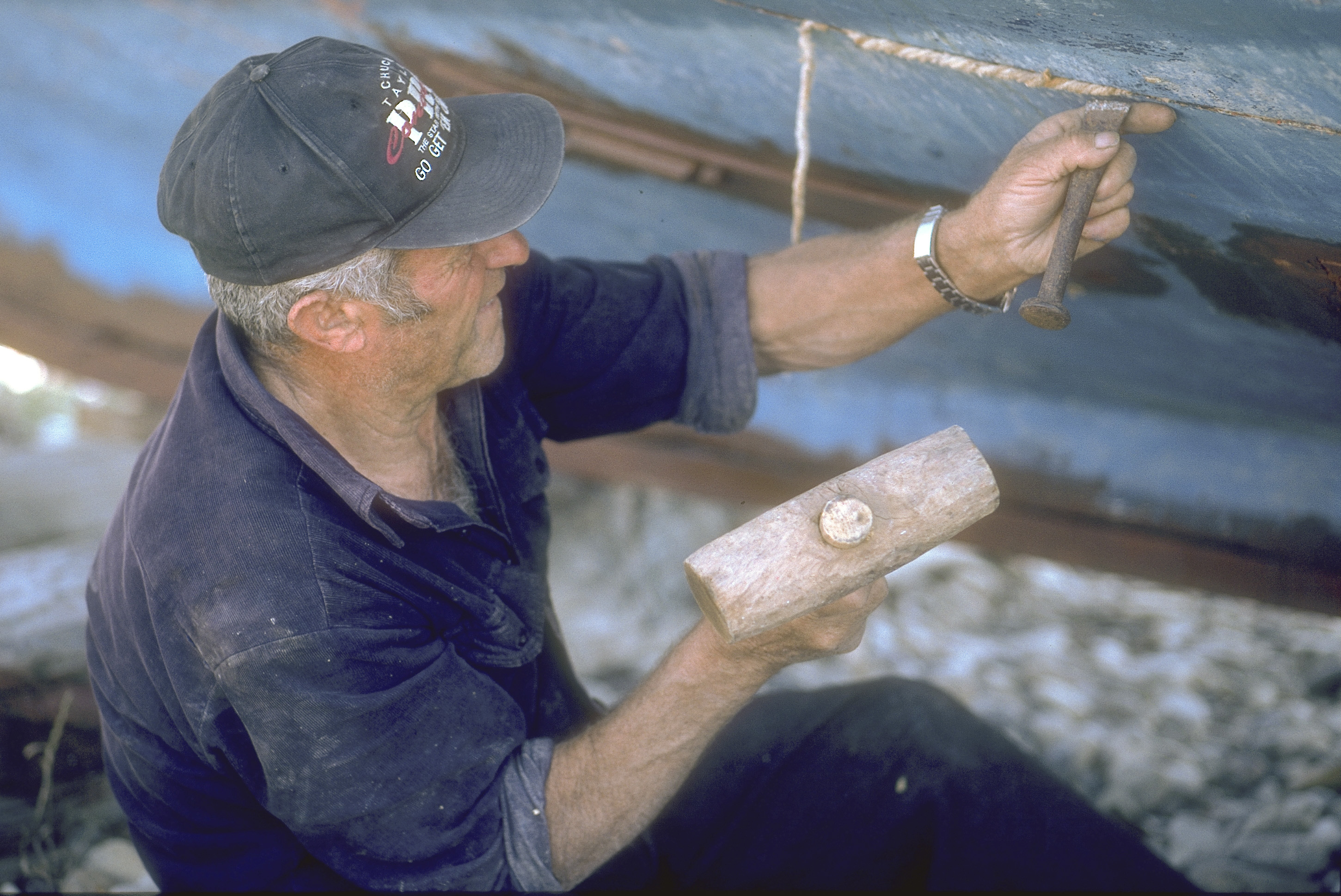
Конопачення обшивки човна

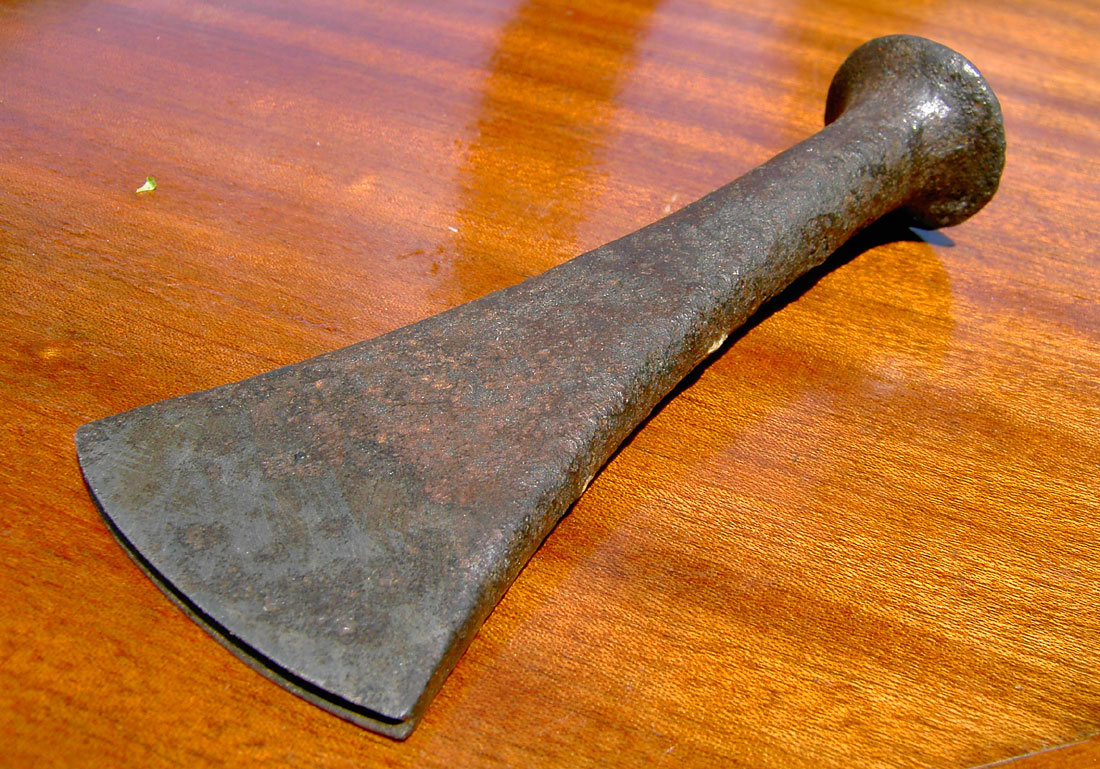
Конопатка

Конопа́чення — один зі способів заповнення швів, що утворилися під час складання конструкції, який полягає в затиканні їх волокнистим матеріалом (клоччям, шерстю, мохом). Використовується у дерев'яному будівництві, суднобудуванні.
У будівництві найчастіше конопачення застосовують для ущільнення швів між колодами у зрубах, а також між стінами і віконними та дверними рамами. Зруб конопатять під час рублення, прокладаючи матеріалом колоди, але після закінчення складання зруб все рівно потребує додаткового проконопачування. Використовують для цих цілей клоччя, мох, джут, прядиво, льоноватин.
У суднобудуванні проконопачують дошки обшивки і палуби. Проконопачені пази і стики заливають смолою чи спеціальною сумішшю (з гарпіусу, сала і сірки) для того. щоб запобігти просоченню води крізь шви. Конопачення застосовується на дерев'яних суднах, але мусили конопатити і сталеві клепані корпуси, з переходом на зварні з'єднання необхідність у цьому відпала.
У добу клепаних парових котлів також проводилося їхнє проконопачування із залиттям смолою, щоб зробити після клепання місця стиків непроникними для води й пари.
Для робіт використовують киянку і спеціальну залізну лопатку з ручкою — конопатку чи конопатицю. Спеціалісти з конопачення називаються конопатниками.